# Mas Duell
Mas Duell és una masia d'Arbúcies (Selva) inclosa a l'Inventari del Patrimoni Arquitectònic de Catalunya.

## Descripció
Mas Duell és una antiga masia situada a tocar del terme municipal de Sant Hilari Sacalm. Mostra diferents èpoques de construcció, ja que hi ha diversos cossos que s'han anat afegint al principal, i en els quals s'utilitzen diferents materials. Les obertures del cos principal, el que sembla el més antic, són amb llinda de fusta i algunes envoltades de pedra, mentre que les que corresponen a la part adosada del costat, són amb marc de rajol i arc rebaixat.
L'edifici té diverses entrades, una a la part posterior, que està situada a la façana que es veu quan s'arriba al mas, i dues més a la part de davant. La principal és amb llinda de fusta i té un número al damunt, al costat n'hi ha d'altres que menen al cos adosat i són d'arc rebaixat de rajol. Cal destacar un afegit més modern a la part de baix, fet de maó vermell i segurament destinat a magatzems o dependències pel bestiar.
L'edifici s'adapta al desnivell del terreny, la qual cosa significa que una part de la casa consta de tres plantes.
El parament és de pedra i morter de calç, que en algunes parts es troba en mal estat.
La casa es troba envoltada per una tanca metàl·lica que protegeix el camp de cultiu que té al davant. Actualment no és habitada sinó s'utilitza de barraca per a guardar les eines, ja que la finca encara es treballa.

## Història
En el padró de 1883 hi consta una família de 9 persones, l'any 1940 hi apareix una família de 8 membres.
Ens apareix en el mapa del Montseny de Juli Serra de l'any 1890.
En l'amillarament de 1935 Mateu Pla i Rocasalva declara els límits del mas Duell: a orient amb terres de Josep Pons, Francesc Marsó, Isidre Andreu i Josep Rodó, a migdia amb honors de Josefa Massó, Joan Roca, Pere Ridaura i altres, a ponent amb terres de joan Roca, mitjançant camí, Isidre Roca i altres, a nord amb terrenys d'Antoni Rovira, Pons Villaret, Roura, Andreu i Marsó.